# Cosmos sulphureus

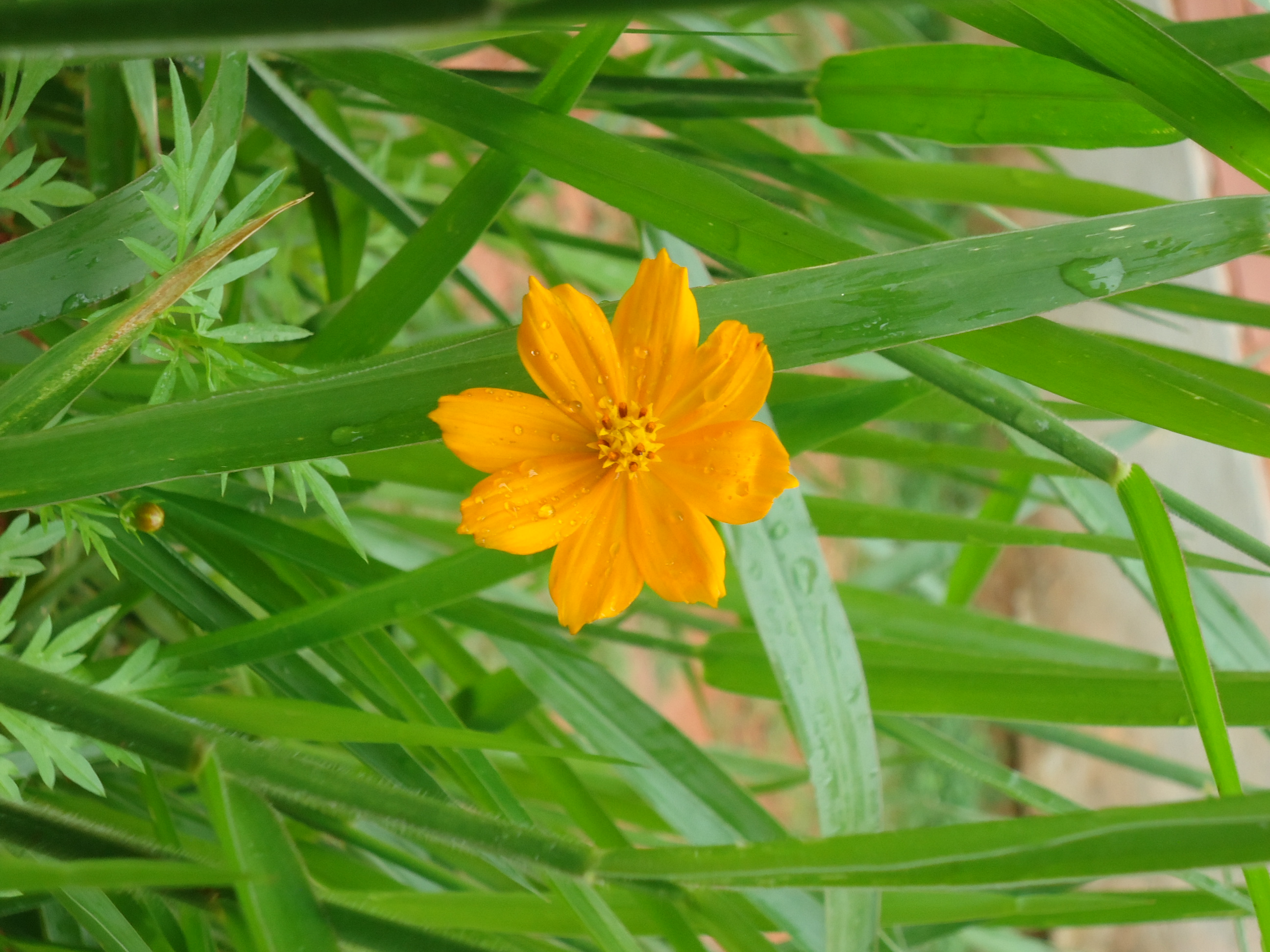
Cosmos-Amarelo solitário

Cosmos sulphureus (cosmos deriva da palavra grega kosmos, que significa "bonito", "belo", enquanto o epíteto sulphureus se refere a cor amarelo-sulfúrico de suas flores). é uma planta com flores da família Asteraceae, também conhecida como cosmos-amarelo, picão-grande ou, ainda, áster-do-México.É nativa do México, América Central e norte da América do Sul, e naturalizada em outras partes da América do Norte e do Sul, bem como na Europa, Ásia e Austrália.
Esta planta foi declarada invasora pelo Conselho de Plantas Exóticas Pragas do Sudeste dos Estados Unidos em 1996. As flores de todas as espécies do gênero Cosmos atraem pássaros e borboletas, incluindo a borboleta monarca.

## Descrição
Esta espécie de Cosmos é considerada uma planta anual, embora possa reaparecer por meio de auto semeadura ao longo de vários anos. Sua folhagem é inserida de forma oposta e dividida em pinas. A altura da planta varia de 30 a 210 cm. A planta original e seus cultivares aparecem em tons de amarelo, laranja e vermelho. É especialmente popular na Coreia e no Japão, onde é frequentemente vista em plantações em volumosas ao longo das estradas, seguindo uma iniciativa do botânico coreano-japonês Woo Jang-choon.

## Cultivares
Os cultivares incluem:
- 'Vermelho Brilhante' agm [12]
- 'Klondyke Mix', 'Polidor' consiste em uma variedade de cores em tons de amarelo a laranja e escarlate
- 'Ladybird Dwarf Red', 'Ladybird Dwarf Gold', 'Ladybird Dwarf Orange' e 'Ladybird Dwarf Lemon' são menores que a espécie, medindo 40 cm. Sua floração é muito precoce e tem cores vibrantes em tons de amarelo, laranja e escarlate. Outra cultivar é chamada 'Bright Eyes'.
- 'The Diablo' atinge 75 cm com flores de 5 cm de cor vermelho alaranjado intenso.
- 'The Polidor' atinge 75 cm e produz flores semidobradas em tons de amarelo-ouro, laranja e vermelho.
- 'The Sunny Red' e 'Sunny Gold' têm flores únicas em plantas de 35 cm.
- 'The Sunset' atinge 90 cm. Apresenta flores duplas ou semidobradas em tons de vermelho ou laranja escarlate
- 'Tango' agm[13]

(os cultivares marcados com agm ganharam o Prêmio de Mérito de Jardim (Award of Garden Merit, em inglês), da Royal Horticultural Society).

## Cultivo
As características de crescimento desta planta incluem:
- A germinação leva entre 7 e 21 dias na temperatura de 24 graus celsius. Já a floração começa entre 50 e 60 dias após a germinação
- Prefere um pH do solo entre 6,0 e 8,5, refletindo seu habitat nativo nas regiões alcalinas da América Central.
- A floração é melhor em sol pleno, embora a sombra parcial seja tolerada
- A planta é tolerante à seca após a germinação e raramente está sujeita a danos por insetos ou doenças; esse vigor é atestado por seu status como uma praga em algumas áreas dos Estados Unidos.

## Usos
- No Brasil, há estudos para o uso da planta pelo seu efeito alelopático inibitório sobre outras ervas daninhas, de maneira a desenvolver herbicidas naturais.[15]
- Os brotos jovens são comidos crus ou cozidos na Indonésia sob o nome de lalab ou gudang.[16]
- As flores são um corante, produzindo uma tinta amarelo alaranjada, usada na América pré-colombiana e mais tarde no sul da África para tingir lã.
- Na Tailândia é consumida em saladas ou chás de ervas, com o efeito de inibir a lipase pancreática.[17]
- Segundo uma equipe paquistanesa (2017), em ratos submetidos a uma alta dose de paracetamol, o extrato da planta tem efeito hepatoprotetor.
- Uma publicação ucraniana (2017) atribui a um pão contendo 10% de extrato seco de Cosmos sulphureus uma boa nota pelas suas qualidades organolépticas.[18]